# Béla Biszku

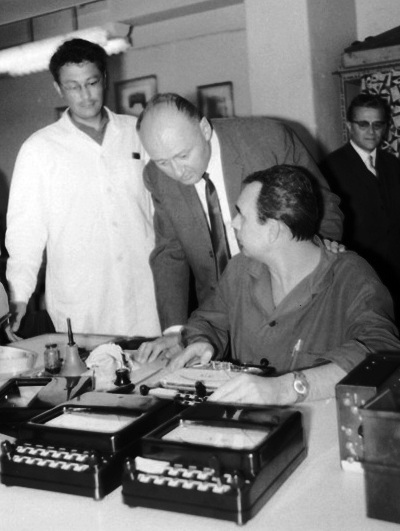
Béla Biszku (Mitte) bei einer Betriebsbesichtigung

Béla Biszku (* 13. September 1921 in Márok; † 31. März 2016 in Budapest) war ein ungarischer Politiker der Ungarischen Kommunistischen Partei MKP (Magyar Kommunista Párt), der Partei der Ungarischen Werktätigen MDP (Magyar Dolgozók Pártja) sowie später der Ungarischen Sozialistischen Arbeiterpartei MSZMP (Magyar Szocialista Munkáspárt), der einige Jahre Innenminister und Vize-Ministerpräsident sowie langjähriger Sekretär des Zentralkomitees (ZK) der MSZMP war.

## Leben
Biszku, der aus einer armen Bauernfamilie stammte, absolvierte nach einem vierjährigen Schulbesuch eine Berufsausbildung als Schlosser und Werkzeugmacher. Er arbeitete zwischen 1937 und 1941 als Mechaniker in der Wertheim-Aufzug- und Kühlschrankfabrik sowie anschließend für ein Jahr als Werkzeugmacher bei der Instrumentenfabrik Marx & Mérei, ehe er 1942 Arbeiter bei der Philips (Magyar Philips) wurde. 1943 wurde er Mitglied der Metallarbeitergewerkschaft sowie 1944 Mitglied der Ungarischen Kommunistischen Partei MKP (Magyar Kommunista Párt). Nach der Besetzung Ungarns durch Deutschland im Rahmen des Unternehmens Margarethe im Zweiten Weltkrieg nahm er am bewaffneten Widerstand im Budapester Arbeiterviertel Angyalföld teil und war zuletzt Kommandeur einer Polizeistation im 13. Bezirk von Budapest.
Nach Kriegsende wurde Biszku Mitarbeiter der Organisationsabteilung des Budapester Parteikomitees sowie anschließend 1946 stellvertretender Leiter der dortigen Kaderabteilung, ehe er 1949 Leiter der Kaderabteilung der MKP Budapest wurde. 1951 wurde er Sekretär der MKP in 10. Budapester Bezirk Kőbánya und absolvierte anschließend von 1953 bis 1955 ein Studium an der Parteihochschule. Nach Beendigung des Studiums wurde er 1955 zunächst Sekretär sowie anschließend vom 8. März 1956 bis zum 8. November 1957 Erster Sekretär des Parteikomitees von Budapest.
Biszku, der vom 7. November 1956 bis zum XIII. Parteikongress am 28. März 1985 Mitglied des ZK des Zentralkomitees (ZK) der MSZMP war, war vom 7. November 1956 bis zum XII. Parteikongress am 7. März 1980 auch Mitglied des Politbüros des ZK und gehörte damit dem obersten Führungsgremium der MSZMP an.
Am 28. Februar 1957 wurde Biszku als Nachfolger von Ferenc Münnich als Innenminister in die Regierung von Ministerpräsident János Kádár berufen. Als Innenminister war er mit der „Bestrafung“ derer betraut, die im Volksaufstand 1956 versucht hatten, die kommunistische Diktatur abzuschütteln. Auch in der nachfolgenden Regierung von Ministerpräsident Ferenc Münnich war er Innenminister, bis zu seiner Ablösung durch János Pap am 13. September 1961. Danach war er bis zum 27. November 1962 Vize-Vorsitzender des Ministerrates. 
Am 16. November 1958 wurde er erstmals als Kandidat auf der gemeinsamen Liste der Ungarischen Unabhängigen Volksfront MFN (Magyar Függetlenségi Népfront) und der Patriotischen Volksfront HNF (Hazafias Népfront) als Abgeordneter in das Ungarische Parlament (Országgyűlés) gewählt und vertrat in diesem bis zum 19. April 1985 das Komitat Szabolcs-Szatmár-Bereg.
Nach seinem Ausscheiden aus der Regierung wurde Biszku am 24. November 1962 Sekretär des ZK für Verwaltung und Organisation und bekleidete diese Parteifunktion bis zum 24. April 1978. Zuletzt war er von 1980 bis 1989 Vorsitzender der Revisionskommission des Nationalrates der Gewerkschaften SZOT (Szakszervezetek Országos Tanácsa).